# 우카담호
우카담호(타밀어: உக்கடம் பெரியகுளம், 영어: Ukkadam Lake)는 남인도 코임바토르 우카담에 위치한 호수이다. 1.295km2 크기의 호수이며 평균 깊이는 5.82m(19.1ft)이다. 2010년 코임바토르 주식회사가 타밀나두 정부 공공사업부로부터 90년 임대료로 우카담호를 인수했다.

## 연결 수로
우카담호는 노얄강에서 파생된 운하와 북쪽에 위치한 셀바친타마니호에서 물이 유입된다. 또 우카담호에는 발랑쿨람호와 연결되는 수로가 있다. 우카담호의 물은 남쪽에 위치한 4개의 수문을 통해 방류시킨다.

## 서식하는 동물
2003~04년에 실시된 한 연구에 따르면, 우카담호는 원생동물 8종과 로티페라 생물 6종을 포함한 36종의 동물성 플랑크톤을 가지고 있다. 동물성 플랑크톤 개체수의 종 다양성 지수는 1.74에서 3.63까지 다양했다.
2013년 실시한 조류 다양성 연구에 따르면 20여 종에 속하는 약 48종의 새가 기록되었다. 대부분의 종은 여름이 시작되기 전인 3월에 우카담호에 방문했고 11월과 12월인 겨울철에 가장 적었다. 새의 개체수는 1월과 2월에 가장 많았다. 이 호수에서는 논병아리, 홍대머리황새 등 다양한 새들을 볼 수 있다.

## 낚시
우카담호에서는 지역 어부들과 낚시꾼들이 주로 낚시를 한다. 2000년대에는 오염된 폐수로 인해 물고기들이 금속과 병원균에 감염되기도 했다. 이를 줄이기 위해 지역 어부들은 감염된 물고기를 줄여 어획량을 확보하기 위해 국가에 호수청소를 요청하기도 했다.

## 환경문제
우카담호는 도시의 하수 배출로 인한 유출물로 인해 오염되었다. 2010년 코임바토르사는 우카담 호수의 침전물을 제거할 계획을 발표했다. 코임바토르사는 외부 인력을 고용하고 호수 개발을 위한 협력을 제안했다. 2013년 코임바토르 주식회사가 코임바토레 주민인식협회, 비자얄락슈미 자선신탁 등과 연계해 우카담호 청소를 진행했다. 호수의 복구에는 정부와 민간 기업들이 지원했고, 호수 청소는 자원봉사자들의 도움을 받아 진행되었다.

### 미화
코임바토레 법인은 2015년 4950만 달러(66만 달러)의 비용을 들여 우카담호 미화 프로젝트를 발표했다. 시민회의는 이륜차 전용도로 1.2km를 설치하고 태양광 램프와 철제 울타리를 설치해 우카담호 주변을 꾸밀 계획이었다. 이 도로는 2015년 6월 8일 타밀 나두(Tamil Nadu) 총리에 의해 개통되어 우카담 지역의 교통 혼잡 해소에 도움을 주었다. 이 도로는 코임바토어의 마린 드라이브로도 알려져 있다.
2014년 11월에는 우카담호의 잡초들을 제거하는 작업을 진행했다. 하지만 활동가들은 하수가 계속 우카담호로 흘러들어감에 따라 잡초들이 다시 자라는 것은 시간 문제라고 말했다.
2021년 4월 16일에는 우카담호 산책로 주변 벽의 일부가 15mm의 비가 내리는 동안 무너졌다. 무너지지 않은 벽에는 균열이 생겼다.